# Bartosz Kurek
Bartosz Kamil Kurek (Wałbrzych, Polonia; 29 de agosto de 1988) es un jugador profesional de voleibol polaco, jugador de la  selección polaca y del Ziraat Bankasi Ankara.

## Clubes
- ZAKSA Kędzierzyn-Koźle (2005-2008)
- Skra Bełchatów (2008-2012)
- Dinamo Moscú (2012-2013)
- Lube (2013-2015)
- Asseco Resovia (2015-2016)
- JT Thunders (2016)
- PGE Skra Belchatów (2016-2017)
- Ziraat Bankasi Ankara (2017-